# Zouleiha Abzetta Dabonne
Zouleiha Abzetta Dabonne (15 dicembre 1992) è una judoka ivoriana.

## Biografia
Nel 2016 ha partecipato ai Giochi olimpici di Londra ricevendo un bye al primo turno e venendo eliminato al secondo turno dalla giapponeseKaori Matsumoto.

## Palmarès
- Campionati africani

Yaounde 2010: argento nei -52kg;
Agadir 2012: bronzo nei -52kg.
Tunisi 2016: bronzo nei -52kg;
Antanarivo 2017: bronzo nei -52kg.
- Giochi africani

Brazzaville 2015: argento nei -57kg.